# Kiriłł Prigoda
Kiriłł Giennadjewicz Prigoda (ros. Кирилл Геннадьевич Пригода; ur. 29 grudnia 1995 w Petersburgu) – rosyjski pływak specjalizujący się w stylu klasycznym, czterokrotny mistrz świata na krótkim basenie i brązowy medalista mistrzostw świata na długim basenie, rekordzista świata na basenie 25-metrowym.

## Kariera
W 2015 roku na mistrzostwach świata w Kazaniu w półfinale 100 m stylem klasycznym czasem 59,60 s ustanowił rekord Rosji, a w finale tej konkurencji zajął siódme miejsce z wynikiem 59,84. Na dystansie dwukrotnie krótszym uplasował się na 11. pozycji (27,47). Prigoda płynął także w męskiej sztafecie zmiennej 4 × 100 m, która w finale była piąta. W wyścigu eliminacyjnym sztafet mieszanych 4 × 100 m stylem zmiennym wraz z Darją Ustinową, Daniiłem Pachomowem i Wieroniką Popową ustanowił rekord świata.
Podczas igrzysk olimpijskich w Rio de Janeiro w konkurencji 100 m żabką zajął 20. miejsce, uzyskawszy czas 1:00,37.
Kilka miesięcy później, na mistrzostwach świata na krótkim basenie w Windsorze zdobył złote medale w sztafetach 4 × 50 m stylem dowolnym oraz 4 × 50 i 4 × 100 m stylem zmiennym.
W 2017 roku podczas mistrzostw świata w Budapeszcie zdobył brązowy medal na dystansie 100 m stylem klasycznym, na każdym etapie tej konkurencji poprawiając rekord swojego kraju. W finale osiągnął czas 59,05. Brąz wywalczył także w męskiej sztafecie 4 × 100 m stylem zmiennym. W półfinale 50 m stylem klasycznym wynikiem 26,85 ustanowił nowy rekord Rosji i zakwalifikował się do finału, w którym zajął siódme miejsce (27,01).

### Rekordy świata
| Konkurencja             | Basen      | Rezultat    | Miejsce  | Data            | Status   |
| ----------------------- | ---------- | ----------- | -------- | --------------- | -------- |
| 200 m stylem klasycznym | 25-metrowy | 2:00,16 min | Hangzhou | 13 grudnia 2018 | aktualny |

## Życie prywatne
Ojciec Prigody, Giennadij był czterokrotnym medalistą igrzysk olimpijskich w pływaniu, a jego matka Jelena Wołkowa w 1991 roku zdobyła tytuł mistrzyni świata na dystansie 200 m stylem klasycznym.